# シクステン・イェルンベリ
シクステン・イェルンベリ（Eddy Sixten Jernberg、1929年2月6日 - 2012年7月14日）はスウェーデン、ダーラナ県マールン出身の元クロスカントリースキー選手。1950年代から1960年代に国際大会で活躍、3度の冬季オリンピックで4つの金メダルを含む9個のメダルを獲得した。棒高跳びでオリンピックに2度出場したインゲマル・イェルンベリは甥。

## プロフィール
イェルンベリはそのタフネスぶりで知られている。スウェーデン代表チームの合宿は彼にとって休暇のようなものであった。自身には過酷なトレーニングを課し、たとえば合宿所から100kmも離れた所に車を止めでそこまでスキーで往復といったことを行った。また、一日たりともトレーニングを休むことを善しとしなかった。
ある大会では発熱し、吐血しながらも50kmのレースでゴールして見せた。
レースでのモットーは「全力でスタートし、全力で加速する」。
この非常識なトレーニングにより後のスウェーデンチームの選手の基準が決定された。後のオリンピックメダリストグンデ・スヴァンは自身のトレーニングにイェルンベリの方法を取り入れたと語った。「イェルンベリは自分の肉体に不満を持って自ら苛め抜いたようだ」。
自国開催の1954年ノルディックスキー世界選手権で15km7位、30km4位、リレーで銅メダルとなり、同年のホルメンコーレンスキー大会15kmで優勝した。
1956年コルチナ・ダンペッツオオリンピックでは50km金、15kmと30kmで銀、リレーで銅と出場した4種目すべてでメダルを獲得、この功績により同年Svenska Dagbladet Gold Medalを授与された。
1958年ノルディックスキー世界選手権では50kmとリレーで金メダル、30kmで銅メダル、15kmで4位と活躍、1960年スコーバレーオリンピックでは30kmで金メダル15kmで銀メダルを獲得したほかリレー4位、50km5位となった。同年、ホルメンコーレン・メダルを受章。
1962年ノルディックスキー世界選手権では50kmとリレーで金メダルを獲得し2冠、30kmでは10位となった。
3度目のオリンピックとなった1964年インスブルックオリンピック でも50kmとリレーで金メダルの2冠、15kmで銅メダル、30kmで5位となった。
その他ヴァーサロペット(Vasaloppet)では1955年と1960年の2度優勝、1965年にはIOCからノルディックスキーへの貢献に対して"Mohammed Taher Trophy"が授与された。1964年には彼の名を冠したシクステン・イェルンベリ賞(Sixten Jernbergpriset)が創設された。スウェーデンスキー連盟、スウェーデン選手権主催者、記者によりそのシーズン最も優秀なクロスカントリースキー選手が毎年選出される。
2012年7月14日、病気のためダーラナ県の病院で死去。83歳没。